# Abdi Farah Shirdon

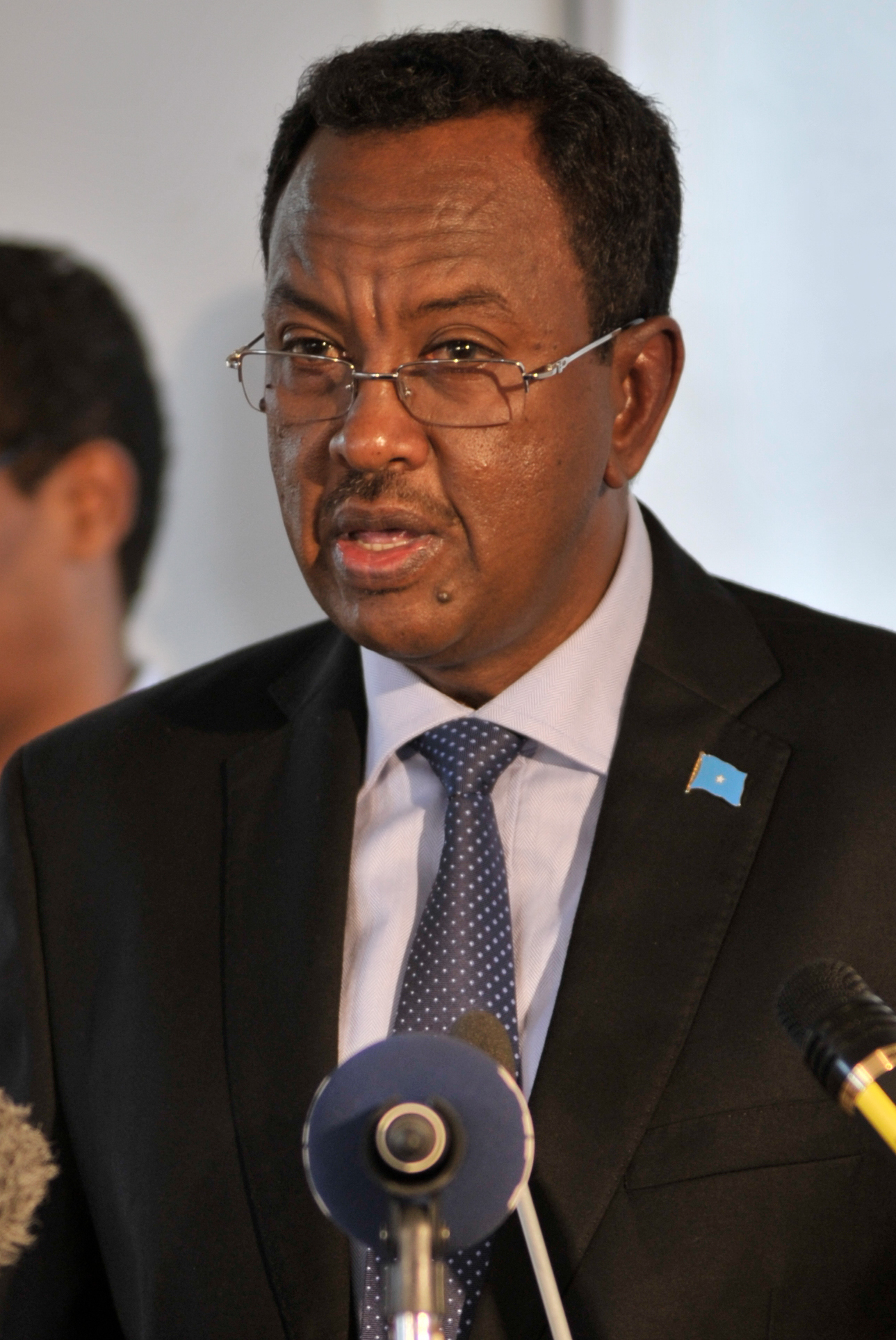
Abdi Farah Shirdon (2013)

Abdi Farah Shirdon (* 1958 in Dhuusamarreeb) ist ein somalischer Geschäftsmann, Ökonom und Politiker. Vom 17. Oktober 2012 an war er Premierminister von Somalia. Am 2. Dezember 2013 wurde er vom Parlament durch ein Misstrauensvotum abgesetzt. Zu seinem Nachfolger wurde Abdiweli Sheikh Ahmed durch Präsident Hassan Sheikh Mohamud ernannt.

## Herkunft, Ausbildung und Privates
Shirdon wurde 1958 in Dusmareeb, Somalia geboren. Er stammt aus bürgerlichen Verhältnissen und gehört zum Clan der Marehan Darod.
Nach seinem Schulabschluss zog Shirdon in die somalische Hauptstadt Mogadischu, um dort an der Nationalen Universität Somalias (SNU) zu studieren, wo er 1983 seinen Bachelor in Wirtschaftswissenschaften mit Auszeichnung abschloss. Um seine Ausbildung zu vertiefen, besuchte er anschließend die Universität Oxford, wo er einen Master in Diplomatie erwarb.
Er ist mehrsprachig und spricht neben seiner Muttersprache Somali auch Italienisch und Englisch.
Shirdon ist mit Asha Haji Elmi, einer bekannten somalischen Friedensaktivistin und ehemaligen Abgeordneten des somalischen Bundesparlaments, verheiratet. Zusammen hat das Paar vier Kinder.
Shirdon ist der Onkel des somalisch-kanadischen IS-Kämpfers Farah Mohamed Shirdon, der 2014 international für Aufsehen sorgte, nachdem ein Video von ihm mit Hasstiraden gegen Kanada und die Vereinigten Staaten (im Besonderen gegen Barack Obama) auftauchte. In diesem Video zerriss und verbrannte er seinen kanadischen Pass. Mitte August 2014 starb Shirdon bei Kämpfen im Irak.

## Wirtschaftswissenschaftler
Shirdon arbeitete von 1983 bis 1985 als Wirtschaftswissenschaftler im somalischen Finanz- und Landwirtschaftsministerium unter der Regierung von Siad Barre, bevor er die Regierung verließ, um eine unternehmerische Laufbahn einzuschlagen. Er gründete Shirdon International und war CEO des Unternehmens.
Nach dem Ausbruch des Bürgerkriegs in Somalia 1991 zog Shirdon nach Nairobi in Kenia. Dort eröffnete er ein weiteres Unternehmen und leitete eine bekannte Import-Export-Firma.
Im März 2012 wurde Shirdon außerdem zum Vorsitzenden des Rajo-Forums ernannt, einer von ihm mitbegründeten somalischen zivilgesellschaftlichen Organisation, die sich aus Experten, Intellektuellen, Geschäftsleuten und Politikern zusammensetzt.

## Premierminister von Somalia

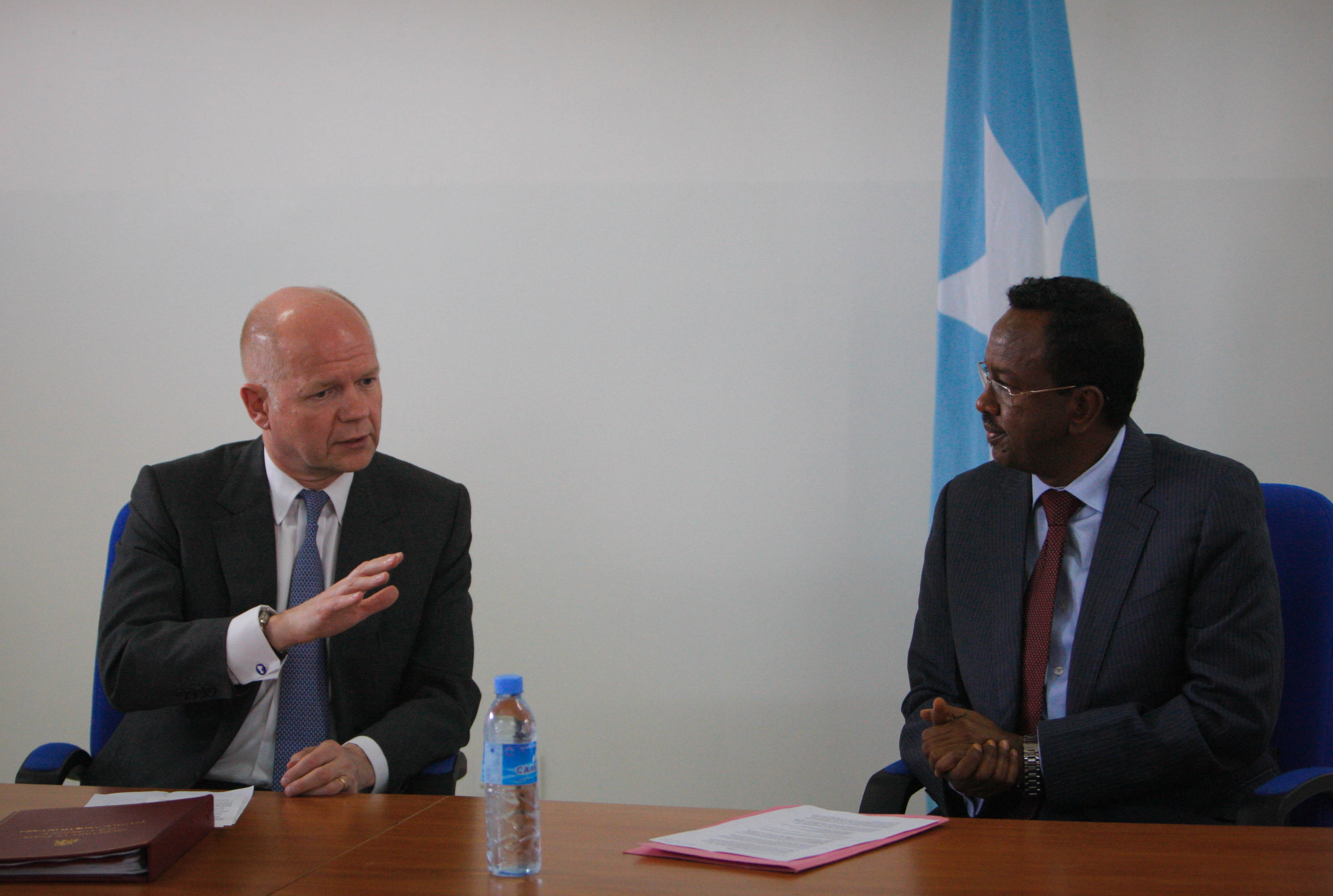
Abdi Farah Shirdon und William Hague (2013)

Am 6. Oktober 2012 wurde Shirdon vom amtierenden Präsidenten Hassan Sheikh Mohamud zum neuen Premierminister Somalias ernannt und trat somit die Nachfolge von Abdiweli Mohamed Ali an. Ausgewählt für das Amt wurde Shirdon, ein enger Verbündeter von Präsident Mohamud, Berichten zufolge unter anderem aufgrund seines akademischen Hintergrunds.
Seine Wahl wurde in mehreren Städten des Landes, darunter in seiner Heimatstadt Dusamareeb und in Buhoodle, mit Unterstützungskundgebungen gefeiert. Auch die autonome Regionalverwaltung von Puntland im Nordosten Somalias begrüßte Shirdons Ernennung und erklärte, dass sie mit der Zentralregierung zusammenarbeiten werde, um das neue föderale Regierungssystem aufrechtzuerhalten. Für den Fall seiner Bestätigung versprach Shirdon, ein kompetentes und kohärentes Kabinett zu ernennen, in dem Korruption nicht geduldet wird, und in einer Erklärung zu versichern, dass er seine Aufgaben im Einklang mit der nationalen Verfassung wahrnehmen werde.
Am 17. Oktober 2012 bestätigte das Bundesparlament Shirdon mit großer Mehrheit als Premierminister: 215 von 275 Abgeordneten stimmten seiner Nominierung zu. Der UN-Sonderbeauftragte für Somalia, Augustine Mahiga, begrüßte diese Entwicklung und versprach außerdem, mit der neuen somalischen Regierung beim Wiederaufbauprozess nach dem Konflikt zusammenzuarbeiten.
Am 4. November 2012 ernannte Shirdon nach ausführlichen Beratungen mit lokalen Akteuren ein neues zehnköpfiges Kabinett. Der Ministerrat bestand aus vielen Neulingen, darunter zwei Frauen: Fowsiyo Yussuf Haji Aadan als erste weibliche Außenministerin des Landes und Maryam Kassim als Ministerin für soziale Entwicklung. Bestätigt wurde das neue Kabinett am 13. November 2012 von der Legislative; wobei 219 Abgeordnete für die Wahl stimmten, 3 dagegen und 3 sich enthielten.
Anfang Februar 2013 setzte Shirdon einen unabhängigen Krisenstab für Menschenrechte ein, um den Schutz der Rechte des Einzelnen zu stärken. Der 13-köpfige Ausschuss von Freiwilligen wurde nach umfassenden Beratungen mit Gruppen der Zivilgesellschaft und dem Parlamentspräsidenten Mohammed Osman Jawari gebildet. Unter dem Vorsitz der prominenten Menschenrechtsanwältin Maryam Yusuf Sheikh Ali, einer von vier Frauen in dem Gremium, gehörten dem Krisenstab eine Pädagogin, eine Friedensaktivistin, führende Vertreterinnen somalischer Frauenorganisationen, hochrangige Polizeibeamte, ein humanitärer Aktivist, ein religiöser Führer und ein Medienvertreter an. Er hatte die Aufgabe, Vorwürfe von Menschenrechtsverletzungen und Einschüchterung von Journalisten zu untersuchen. Am Ende seines dreimonatigen Mandats sollte der Ausschuss einen Bericht über seine Erkenntnisse und Handlungsempfehlungen veröffentlichen. Der Krisenstab machte schließlich einer ständigen parlamentarischen Menschenrechtskommission Platz, die in der Lage ist, Vorwürfe über einen längeren Zeitraum zu untersuchen.
Im Februar 2013 begab sich Shirdon zusammen mit Verteidigungsminister Abdihakim Mohamoud Haji-Faqi, Innenminister Abdikarim Hussein Guled und dem stellvertretenden Parlamentssprecher Jaylaani Nur Ikar in verschiedene Städte Somalias, um mit der Bevölkerung ins Gespräch zu kommen, die Prioritäten für öffentliche Dienstleistungen festzulegen und die Einrichtung lokaler Verwaltungen zu erleichtern. Shirdon versprach, dass die Bundesregierung die Regionen mit öffentlichen Dienstleistungen versorgen werde, was mit der Bildung effektiver lokaler Verwaltungen und einer Beschleunigung des Versöhnungsprozesses einhergehe. Zu diesem Zweck handelte er mit den Führern der Gemeinden in der zentralen Provinz Galguduud ein Abkommen über die Einrichtung einer Distriktverwaltung aus und unterzeichnete einen kooperativen Sicherheitspakt mit der Ahlu Sunna Waljama’a.
Bis zum Ende des Jahres 2013 billigte der von Shirdon angeführte somalische Ministerrat unter anderem einen Gesetzentwurf zur Terrorismusbekämpfung, einen Reformplan zur Verwaltung der öffentlichen Finanzen, einen Gesetzentwurf für eine neue somalische Katastrophenschutzbehörde (SDMA), einen Gesetzentwurf über ausländische Investitionen, einen Entwurf für ein neues Zivilluftfahrtgesetz mit dem Ziel der Wiedererlangung der Kontrolle über den somalischen Luftraum sowie einen Plan zur Wiedereröffnung der Nationalen Universität Somalias (SNU).

### Misstrauensvotum
Am 6. Oktober 2013 kündigte Shirdon als Reaktion auf Spekulationen über seinen möglichen Rücktritt an, dass er den Ministerrat erheblich umbilden werde. Er wies auch auf die gestiegenen Einnahmen hin, die die Bundesregierung unter seiner Regierung erzielen konnte. Im darauffolgenden Monat forderte Präsident Hassan Sheikh Mohamud ihn auf, sein Amt niederzulegen, da er angeblich ineffektiv sei. Mohamud handelte Berichten zufolge auf Anraten des Staatsministers für das Präsidentenamt Farah Abdulkadir.
Am 12. November 2013 bestätigte Shirdon, dass es einen Streit zwischen ihm und dem Präsidenten gegeben hatte, wies aber darauf hin, dass es sich um einen verfassungsrechtlichen und nicht um einen politischen Streit handelte. Er versicherte auch, dass die Angelegenheit im Parlament geklärt werden sollte. Laut dem Parlamentsabgeordneten Mohammed Abdi Yusuf ging es bei dem Streit zwischen Shirdon und Mohamud darum, durch welchen verfassungsrechtlichen Mechanismus und von wem das Kabinett letztendlich gebildet werden sollte. Die einschlägigen Artikel 90, 100 und 69 der nationalen Verfassung regeln diese Fragen und legen fest, dass der Präsident befugt ist, den Premierminister zu ernennen; der Premierminister wiederum kann nach eigenem Ermessen Mitglieder des Ministerrats ernennen, die dann von der Volkskammer des Bundesparlaments bestätigt werden müssen; und die Volkskammer des Bundesparlaments hat ebenfalls die Befugnis, den Premierminister durch ein Misstrauensvotum zu bestätigen oder abzusetzen.
Am 24. November 2013 billigten 168 Abgeordnete ein dem Parlament vorgelegtes Dokument, das einen Antrag gegen die Regierung Shirdons enthielt. Eine Gruppe von Abgeordneten, von denen angenommen wird, dass sie loyal zu Shirdon stehen, vermutete, dass das Dokument möglicherweise nicht ordnungsgemäß gebilligt wurde, und verlangte, dass die Namen der Abgeordneten, die den Antrag gebilligt haben, dem Papier beigefügt werden.
Am 1. Dezember 2013 stimmten 140 Abgeordnete gegen einen Antrag von Shirdon und dem Parlamentspräsidenten Jawari, in dem die Gesetzgeber aufgefordert wurden, Shirdon zu gestatten, vor der Nationalversammlung zu erscheinen, um die Abgeordneten über die Leistungen seiner Regierung zu informieren. Shirdon gab daraufhin eine Erklärung ab, in der er versicherte, dass die Verfassung ihm das Recht einräume, sich gegen den Antrag zu verteidigen, und betonte, dass der Vorschlag nicht auf Beweisen und fairen Informationen beruhe. Er wies auch darauf hin, dass seine Verwaltung einen umfassenden Antwortbericht vorbereitet habe und er immer noch Gelegenheit haben wolle, vor der Nationalversammlung zu sprechen. Außerdem erklärte Shirdon, dass er sich nicht an eine Entscheidung halten werde, die in seiner Abwesenheit getroffen werde.
Am 2. Dezember 2013 fand im Parlament ein Misstrauensvotum gegen Shirdon statt. Parlamentspräsident Jawari gab daraufhin bekannt, dass 184 der anwesenden Abgeordneten gegen den Premierminister gestimmt hatten, während 65 Abgeordnete für seine Weiterbeschäftigung gestimmt hatten. Am 5. Dezember 2013 gab Shirdon eine Erklärung ab, in der er bestätigte, dass er und sein Kabinett die Entscheidung der Legislative akzeptierten. Er brachte auch seine Enttäuschung darüber zum Ausdruck, dass es ihm nicht gestattet worden war, vor dem Parlament zu sprechen, und forderte die Bürger auf, die neue Regierung zu unterstützen, um auf den während seiner Amtszeit erzielten Entwicklungserfolgen aufzubauen. Am 12. Dezember 2013 ernannte Präsident Mohamud Abdiweli Sheikh Ahmed zum neuen Premierminister.